# The Elephantz
The Elephantz är en svensk-amerikansk musikgrupp. Bandmedlemmarna är Eddie Brown och Martin Carboo.
Gruppen tävlade i den svenska Melodifestivalen 2006 i den andra deltävlingen i Karlstad. Låten de tävlade med var Oh Yeah skriven av Daniel Bäckström, Funky Dan Larsson, Eddie Brown, Jens Duwsjö och Martin Carboo.